# Jerome Ngom Mbekeli
Jerome Ngom Mbekeli (Yaundé, Camerún, 30 de septiembre de 1998) es un futbolista camerunés. Juega de centrocampista y su equipo es el Meizhou Hakka de la Superliga de China. Es internacional absoluto por la selección de Camerún desde 2022.

## Selección nacional
Fue internacional en categorías inferiores con Camerún.
Debutó con la selección de Camerún el 4 de septiembre de 2022 ante Guinea Ecuatorial en el Campeonato Africano de Naciones de 2022.
En noviembre de 2022 fue citado para disputar la Copa Mundial de Fútbol de 2022.

### Participaciones en copas mundiales
| Copa                           | Sede  | Resultado    |
| ------------------------------ | ----- | ------------ |
| Copa Mundial de Fútbol de 2022 | Catar | Primera fase |

## Clubes
| Club                   | País            | Año           |
| ---------------------- | --------------- | ------------- |
| APEJES Academy         | Camerún         | 2016-2018     |
| MFK Vyškov             | República Checa | 2018-2019     |
| Swope Park Rangers     | Estados Unidos  | 2019          |
| San Diego Loyal        | Estados Unidos  | 2020          |
| APEJES Academy         | Camerún         | 2021-2022     |
| Colombe Sportive       | Camerún         | 2022-2023     |
| S. K. Beveren          | Bélgica         | 2023          |
| F. C. Sheriff Tiraspol | Moldavia        | 2023-2024     |
| Meizhou Hakka          | China           | 2025-presente |

## Palmarés

### Títulos nacionales
| Título          | Club           | País    | Año  |
| --------------- | -------------- | ------- | ---- |
| Copa de Camerún | APEJES Academy | Camerún | 2016 |